# Classe Kagerō
Pour les articles homonymes, voir Kagerō (homonymie).
La classe Kagerō (陽炎型駆逐艦,, Kagerō-gata Kuchikukan) est une classe de 19 destroyers de 1re classe de la Marine impériale japonaise mise en service durant la Seconde Guerre mondiale. Elle avait aussi le nom de Destroyer Type-A (甲型駆逐艦,, Kō-gata Kuchikukan) selon leur nom de plan.

## Conception
La classe Kagerō est armée, comme la classe précédente Asashio, de trois tourelles à double canon de 127 mm et de deux plates-formes quadruples torpilles de 610 mm dites Long Lance.

Au moment de leur lancement, ces destroyers ont été parmi les plus meurtriers, principalement en raison de l'excellente portée et la létalité de sa torpille "Long Lance". Seule l'absence de radar a entravé quelque peu leur efficacité.
Comme avec la plupart des destroyers d'avant la Seconde Guerre mondiale, la classe Kagerō a été également déficiente en lutte anti-sous-marine et lutte anti-aérienne. Au cours de la Guerre du Pacifique, ces lacunes ont été comblées en retirant une tourelle pour être remplacé jusqu'à 28 support de canon automatique AT/AA de 25 mm et en augmentant la capacité jusqu'à 36 charges de profondeur les lanceurs de grenade anti-sous-marine. Quatre mitrailleuses Hotchkiss de 13.2 mm furent installées, en fin de guerre, sur les navires survivants.

## Service
Les navires de la classe Kagerō ont tous combattu pendant la Guerre du Pacifique et seul le Yukikaze a survécu et a été donné à la République de Chine de Taïwan.
Six navires ont été coulés par des attaques aériennes, cinq par attaque sous-marine, cinq sur des combats de surface et un sur une mine marine.

## Les unités
- Kagerō (1939)
- Shiranuhi (1939)
- Kuroshio (1940)
- Oyashio (1940)
- Hayashio (1940)
- Natsushio (1940)
- Hatsukaze (1940)
- Yukikaze (1940-1945) transfert à la République de Chine en 1947
- Amatsukaze (1940)
- Tokitsukaze (1940)
- Urakaze (1940)
- Isokaze (1940)
- Hamakaze (1941)
- Tanikaze (1941)
- Nowaki (1941)
- Arashi (1941)
- Hagikaze (1941)
- Maikaze (1941)
- Akigumo (1941)